# Cândido de Abreu
Cândido de Abreu é um município brasileiro do estado do Paraná.

## História
A região onde se localiza o município de Cândido de Abreu recebeu seus primeiros colonizadores, poloneses, alemães, franceses e ucranianos, na metade do século XIX.
O município possui duas reservas indígenas: a Reserva Faxinal e a Reserva Lote do Vitorino dos Caigangues, ambas demarcadas. Cândido de Abreu é um município de economia baseada na agropecuária com significativa participação na produção de bovinos e suínos.
Criado através da Lei Estadual nº 253 de 26 de novembro de 1954 e instalado oficialmente em 22 de dezembro de 1955, foi desmembrado do município de Reserva.

## Geografia
Possui uma área é de 1.510 km² representando 0,7577 % do estado, 0,268 % da região e 0,0178 % de todo o território brasileiro. Localiza-se a uma latitude 24°34'01" sul e a uma longitude 51°19'58" oeste, estando a uma altitude de 540. Sua população estimada em 2019 era de 15.018 habitantes.

### Demografia
População Total: 18.795
- Urbana: 4.684
- Rural: 14.111
- Homens: 9.840
- Mulheres: 8.955

Índice de Desenvolvimento Humano (IDH-M): 0,667
- IDH-M Renda: 0,556
- IDH-M Longevidade: 0,702
- IDH-M Educação: 0,742

### Hidrografia
- Rio Ivaí:

Maior rio da região, com várias nascentes, sendo fortalecido pelo rio Ubazinho, o qual deságua no Ivaí, e percorre os arredores da cidade.
- Rio Ubazinho:

Nasce na Serra da Laranjeira, na divisa com o município de Reserva (PR). Percorre cerca de 25 km por terras de Cândido de Abreu até desaguar no Rio Ivaí.
- Outros rios importantes no município:

Koleicho (manancial de abastecimento da cidade), Lageado, Jacutinga, Palmital, Rio do Baile, Apucaraninha, Ivaizinho, Jacu, Rio do Tigre, Jacaré.

## Transportes

### Acesso Rodoviário
Como chegar a Cândido de Abreu a partir do Anel de Integração do Paraná: 
- Saindo de Ponta Grossa, seguir rumo noroeste pela rodovia BR-376 por aproximadamente 75 quilômetros de pista pavimentada;
- Virar à esquerda no entroncamento com a PR-441, seguindo até a cidade de Reserva (25 quilômetros de via pavimentada);
- Em seguida, seguir rumo oeste pela PR-239 por 48 quilômetros (pavimentados) até o entroncamento com a PRT-487;
- Seguindo à direita, rumo noroeste, dirigir por 21 quilômetros (pavimentados) na PRT-487 até o entroncamento com a PR-816, virando à direita;
- Chega-se à cidade pela PR-816, em pouco mais de 1 quilômetro de acesso pavimentado.

Neste trajeto, somam-se aproximadamente 170 quilômetros entre Ponta Grossa e Cândido de Abreu, por vias rodoviárias inteiramente pavimentadas.

## Política
Lista dos prefeitos da cidade:
- 1955 a 1958 - Ary Borba Carneiro - primeiro prefeito;
- 1959 a 1962 - José Malucelli França;
- 1963 a 1968 - Ary Borba Carneiro;
- 1969 a 1972 - Clemente Adamowicz;
- 1973 a 1976 - João Ernesto Rodrigues;
- 1977 a 1982 - José Malucelli França;
- 1983 a 1988 - Olgierde Malanowski;
- 1989 a 1992 - José Malucelli França;
- 1993 a 1996 - Olgierde Malanowski;
- 1997 a 2000 - Richard Golba;
- 2001 a 2004 - Olgierde Malanowski;
- 2005 a 2008 - Richard Golba;
- 2009 a 2012 - João Peda Soares;
- 2013 a 2016 - Jose Maria Reis Junior;
- 2017 a 2020 - Jose Maria Reis Junior.
- 2021 a 2024 - Renan Menck Romanichen.
- 2025 a 2028 - Renan Menck Romanichen.